# 20 nivôse
20 frimaire 20 pluviôse
Le décadi 20 nivôse, officiellement dénommé jour du van, est le 110e jour de l'année du calendrier républicain.
C'était généralement le 9e jour du mois de janvier dans le calendrier grégorien.